# Alexander von Lagorio
Alexander von Lagorio, född 26 oktober 1890 i Warszawa, Polen, död 1 juni 1965 i Stockholm, var en tysk filmfotograf.
Lagorio var son till professorn i mineralogi Alexander Evgenievic Karl Leo von Lagorio och Julie Louise von Faltin samt en avlägsen släkting till Lew Felixowitsch Lagorio. Han flyttade tillsammans med sin familj till Finland 1910 och vidare till Berlin 1920. Lagorio utbildade sig till ingenjör i Sankt Petersburg och i Berlin började han experimentera med de tekniska problemen som fanns inom färgfilms fotografering. I sin första film 1928 Der Kampf der Tertia utförde han en rad trickfilmsfotografering som väckte uppmärksamt bland andra fotografer. Han kom därefter att huvudsakligen arbeta som filmfotograf först som assistent till Curt Oertel och därefter som första fotograf. Han var en av deltagarna i Hans Bertram rundflygning runt Australien med flygplanet Atlantis 1932. Under flygningen filmade han från låg höjd de tyska arkeologiska utgrävningarna i Warka. Tanken var att man via färgskillnader och mönster på jordytan skulle finna nya platser att inleda arkeologiska utgrävningar. På grund av att flygplanet behövde extra mycket bränsle på sista etappen fick han inte följa med i flygplanet under sista etappen till Australien. Bland hans större och mer uppmärksammade arbeten är de scener han fotograferade för Leni Riefenstahls filmer Fest der Völker och Fest der Schönheit. Tillsammans med fotografen Konstantin Irmen-Tschet filmade han den första fullängdsfilmen Frauen sind doch bessere Diplomaten 1940. Han drog sig därefter bort som filmfotograf och arbetade mer med tekniska och konstnärliga frågor inom filmindustrin.